# Ernst Frommhold (Politiker)
Ernst Frommhold (* 21. Februar 1898 in Altenburg; † 23. April 1969 in Schulzendorf) war ein deutscher Parteifunktionär (SPD/USPD/KPD/SED), ehemaliger KZ-Häftling, Ministerial-Mitarbeiter Thüringens und der DDR.

## Leben
Frommhold entstammte einer Arbeiterfamilie. Sein Vater war Werkmeister. Nach dem Besuch der Volksschule absolvierte er eine Lehre zum Nähmaschinenschlosser. 1912 trat er in die Sozialistische Arbeiterjugend (SAJ) ein und beteiligte sich an Antikriegsaktionen. Zwischen 1915 und 1917 arbeitete er als Schlosser in Magdeburg und in Berlin. 1916 wurde er Mitglied der Sozialdemokratischen Partei Deutschlands (SPD). Von 1917 bis 1919 war er Heeressoldat im Ersten Weltkrieg. 1919 schloss er sich der Unabhängigen Sozialdemokratischen Partei Deutschlands (USPD) an und trat 1920 in die Kommunistische Partei Deutschlands (KPD) ein. Einige Jahre lebte er in Berlin, wo er dem Rotfrontkämpferbund (RFB) beitrat. Seit 1927 arbeitete er wieder in Altenburg. Weil er zur linken Strömung in der KPD gehörte, wurde er 1929/30 an die KPD-Reichsparteischule in Fichtenau delegiert und weiter an die Leninschule in Moskau. Von dort zurückgekehrt, wurde er KPD-Instrukteur für die Landarbeit in Thüringen. Von 1930 bis 1933 war er Sekretär der KPD-Bezirksleitung.
1933 wurde Frommhold verhaftet und nach einer längeren Zuchthausstrafe ins KZ Buchenwald eingewiesen, woraus er 1940 entlassen wurde und nun wieder als Schlosser arbeitete. 1940 wurde er zur Zwangsarbeit bei der Organisation Todt (OT) eingezogen.
Nach der Befreiung vom Nationalsozialismus 1945 wurde er Mitglied im Antifa-Komitee von Altenburg und 1946 der neugegründeten SED. Beruflich machte er in der zweiten Hälfte der 1940er-Jahre Karriere: Erst war er Hauptabteilungsleiter im Landesamt für Arbeit, von März bis Dezember 1946 Landesdirektor für Wirtschaft, dann Leiter der Hauptabteilung Industrie und Brennstoffe im Thüringer Wirtschaftsministerium. Mitte 1948 wurde er Leiter der Abteilung Wirtschaftsplanung und war dabei Ministerpräsident Werner Eggerath unterstellt, bevor er im Juli 1949 die Funktion des Leiters der VVB Maschinenausleihstationen in Thüringen und später in Brandenburg übernahm. 1951 wechselte er als Abteilungsleiter ins Ministerium für Land- und Forstwirtschaft der DDR.
1955 erhielt er den Vaterländischen Verdienstorden in Bronze und nach seinem Tod wurde sein Name im VdN-Ehrenhain auf dem Erfurter Hauptfriedhof verewigt.